# Liga Dominicana de Fútbol 2018
La temporada 2018 de la Liga Dominicana de Fútbol fue la cuarta temporada de la historia de la competición dominicana de fútbol a nivel profesional. Comenzó el 7 de abril de 2018 y finalizó el 27 de octubre del mismo año. En la competición participaron un total de 12 equipos.

## Participantes

### Equipos porprovincia
| Provincia         | N.º | Equipos                           |
| ----------------- | --- | --------------------------------- |
| Distrito Nacional | 2   | Club Atlético Pantoja y O&M FC    |
| La Vega           | 2   | Atlético Vega Real y Jarabacoa FC |
| Duarte            | 1   | Atlético San Francisco            |
| Espaillat         | 1   | Moca FC                           |
| La Romana         | 1   | Delfines del Este FC              |
| Monte Plata       | 1   | Inter RD                          |
| Puerto Plata      | 1   | Atlántico FC                      |
| San Cristóbal     | 1   | Atlético San Cristóbal            |
| Santiago          | 1   | Cibao FC                          |
| Santo Domingo     | 1   | Club Barcelona Atlético           |

## Posiciones
| Pos. | Equipo                     | PJ | PG | PE | PP | GF | GC | DG  | Pts. |
| ---- | -------------------------- | -- | -- | -- | -- | -- | -- | --- | ---- |
| 1    | Atlético San Francisco (Q) | 22 | 15 | 3  | 4  | 48 | 21 | +27 | 48   |
| 2    | Cibao FC (Q)               | 22 | 14 | 4  | 4  | 49 | 25 | +24 | 46   |
| 3    | Atlético Pantoja (Q)       | 22 | 14 | 3  | 5  | 31 | 20 | +11 | 45   |
| 4    | Moca FC (Q)                | 22 | 11 | 5  | 6  | 35 | 26 | +9  | 38   |
| 5    | Atlético Vega Real (Q)     | 22 | 10 | 6  | 6  | 32 | 20 | +12 | 36   |
| 6    | O&M FC (Q)                 | 22 | 10 | 6  | 6  | 37 | 30 | +7  | 36   |
| 7    | Atlántico FC               | 22 | 9  | 8  | 5  | 26 | 24 | +2  | 35   |
| 8    | Jarabacoa                  | 22 | 7  | 4  | 11 | 29 | 30 | -1  | 25   |
| 9    | Delfines del Este          | 22 | 4  | 8  | 10 | 18 | 47 | -29 | 20   |
| 10   | Atlético San Cristóbal     | 22 | 3  | 8  | 11 | 28 | 39 | -11 | 17   |
| 11   | Inter RD                   | 22 | 2  | 4  | 16 | 14 | 43 | -29 | 10   |
| 12   | Barcelona Atlético         | 22 | 1  | 5  | 16 | 17 | 39 | -22 | 8    |

(Q) Clasificado para la fase indicada

|  | Clasifica a la Liguilla y a la Copa Caribeña de Clubes de la Concacaf 2019. |
|  | Clasifica a la Liguilla                                                     |

## Liguilla
| Pos. | Equipo                     | PJ | PG | PE | PP | GF | GC | DG | Pts. |
| ---- | -------------------------- | -- | -- | -- | -- | -- | -- | -- | ---- |
| 1    | Cibao FC (Q)               | 5  | 2  | 2  | 1  | 10 | 6  | +4 | 8    |
| 2    | Atlético San Francisco (Q) | 5  | 2  | 2  | 1  | 4  | 3  | +1 | 8    |
| 3    | Atlético Vega Real (Q)     | 5  | 2  | 2  | 1  | 5  | 8  | -3 | 8    |
| 4    | Atlético Pantoja (Q)       | 5  | 2  | 1  | 2  | 7  | 7  | 0  | 7    |
| 5    | O&M FC                     | 5  | 1  | 1  | 3  | 8  | 8  | 0  | 4    |
| 6    | Moca FC                    | 5  | 0  | 4  | 1  | 4  | 6  | -2 | 4    |

(Q) Clasificado para la fase indicada

|  | Clasifica a las semifinales |

## Tabla General
| Pos. | Equipo                  | Pts. | PJ | G  | E | P  | GF | GC | Dif. | Clasificación 2018 |
| ---- | ----------------------- | ---- | -- | -- | - | -- | -- | -- | ---- | ------------------ |
| 1    | Atlético San Francisco  | 56   | 27 | 17 | 5 | 5  | 52 | 24 | +28  |                    |
| 2    | Cibao FC (C)            | 54   | 27 | 16 | 6 | 5  | 59 | 31 | +28  | Campeón            |
| 3    | Atlético Pantoja        | 52   | 27 | 16 | 4 | 7  | 38 | 27 | +11  |                    |
| 4    | Atlético Vega Real      | 44   | 27 | 12 | 8 | 7  | 37 | 28 | +9   |                    |
| 5    | Moca FC                 | 42   | 27 | 11 | 9 | 7  | 39 | 32 | +7   |                    |
| 6    | O&M FC                  | 40   | 27 | 11 | 7 | 9  | 45 | 38 | +7   |                    |
| 7    | Atlántico FC            | 35   | 22 | 9  | 8 | 5  | 26 | 24 | +2   |                    |
| 8    | Jarabacoa FC            | 25   | 22 | 7  | 4 | 11 | 29 | 30 | −1   |                    |
| 9    | Delfines del Este FC    | 20   | 22 | 4  | 8 | 10 | 18 | 47 | −29  |                    |
| 10   | Atlético San Cristóbal  | 17   | 22 | 3  | 8 | 11 | 28 | 39 | −11  |                    |
| 11   | Inter RD                | 10   | 22 | 2  | 4 | 16 | 14 | 43 | −29  |                    |
| 12   | Club Barcelona Atlético | 8    | 22 | 1  | 5 | 16 | 17 | 39 | −22  | Último lugar       |

Actualizado a los partidos jugados el 30 de septiembre de 2018.
 Fuente: 

## Playoffs
|  | Semifinales                                        | Semifinales                                        | Semifinales                                        |   |          | Final         | Final         |  |
|  | 6 y 7 de octubre (Ida) 20 y 21 de octubre (Vuelta) | 6 y 7 de octubre (Ida) 20 y 21 de octubre (Vuelta) | 6 y 7 de octubre (Ida) 20 y 21 de octubre (Vuelta) |   |          | 27 de octubre | 27 de octubre |  |
|  |                                                    |                                                    |                                                    |   |          |               |               |  |
|  |                                                    |                                                    |                                                    |   |          |               |               |  |
|  | Cibao FC                                           | 3                                                  | 3                                                  |   |          |               |               |  |
|  | Cibao FC                                           | 3                                                  | 3                                                  |   |          |               |               |  |
|  | Atlético Pantoja                                   | 2                                                  | 2                                                  |   |          |               |               |  |
|  | Atlético Pantoja                                   | 2                                                  | 2                                                  |   | Cibao FC | 1             |               |  |
|  |                                                    |                                                    |                                                    |   | Cibao FC | 1             |               |  |
|  |                                                    |                                                    | Atlético San Francisco                             | 0 |          |               |               |  |
|  | Atlético San Francisco                             | 8                                                  | Atlético San Francisco                             | 0 | 2        |               |               |  |
|  | Atlético San Francisco                             | 8                                                  |                                                    |   | 2        |               |               |  |
|  | Atlético Vega Real                                 | 0                                                  | 1                                                  |   |          |               |               |  |
|  | Atlético Vega Real                                 | 0                                                  | 1                                                  |   |          |               |               |  |
|  |                                                    |                                                    |                                                    |   |          |               |               |  |

### Semifinales

#### (1)Cibao FC- (4)Atlético Pantoja
| 6 de octubre, 04:00 PM | Atlético Pantoja | 2:3 | Cibao FC | Estadio Olímpico Félix Sánchez, Santo Domingo |  |

| 21 de octubre, 05:00PM | Cibao FC | 3:2 | Atlético Pantoja | Estadio Cibao FC, Santiago de los Caballeros |  |

#### (2)Atlético San Francisco- (3)Atlético Vega Real
| 7 de octubre, 04:00 PM | Atlético Vega Real | 0:8 | Atlético San Francisco | Estadio Olímpico de La Vega, Concepción de La Vega |  |

| 20 de octubre, 05:00PM | Atlético San Francisco | 2:1 | Atlético Vega Real | Estadio Cibao FC, Santiago de los Caballeros |  |

### Gran Final

#### (1)Cibao FC- (2)Atlético San Francisco
| 27 de octubre, 05:00 PM | Cibao FC | 1:0 | Atlético San Francisco | Estadio Cibao FC, Santiago de los Caballeros |  |

## Goleadores
| Jugador            | Equipo                      | Goles |
| ------------------ | --------------------------- | ----- |
| Fredys Arrieta     | Club Atlético San Francisco | 18    |
| Sam Colson         | Atlético San Cristóbal      | 16    |
| Pablo Marisi       | Cibao F.C.                  | 15    |
| Daniel Jamerley    | Jarabacoa                   | 14    |
| Armando Maita      | Club Atlético Pantoja       | 12    |
| Anderson Arias     | Club Atlético San Francisco | 12    |
| Charles Herold Jr. | Cibao FC                    | 10    |
| Hayn José Cuica    | Delfines del Este           | 10    |
| Matia Rotondi      | O&M                         | 9     |
| Domingo Peralta    | Moca FC                     | 9     |